# Каруб
Каруб (тиб. མཁར་རོ་ཆུས།་, Вайли: mkhar ro chus, кит. упр. 卡若区, пиньинь Kǎruò qū) — район городского подчинения городского округа Чамдо, Тибетский автономный район, КНР.

## История
В 1959 году здесь был создан уезд Чамдо, вошедший в состав округа Чамдо. В 2014 году округ был преобразован в городской округ, а уезд Чамдо — в район Каруб в его составе.

## Административное деление
Район делится на 3 посёлка и 12 волостей:
- Посёлок Чамдо (昌都镇)
- Посёлок Каруб (卡若镇)
- Посёлок Гуро (俄洛镇)
- Волость Мангда (芒达乡)
- Волость Сагунг (沙贡乡)
- Волость Рабба (若巴乡)
- Волость Нгеши (埃西乡)
- Волость Руши (如意乡)
- Волость Ритонг (日通乡)
- Волость Цервай (柴维乡)
- Волость Йорба (约巴乡)
- Волость Гама (嘎玛乡)
- Волость Майнда (面达乡)
- Волость Лхатог (拉多乡)
- Волость Тоба (妥坝乡)